# Villetta Barrea

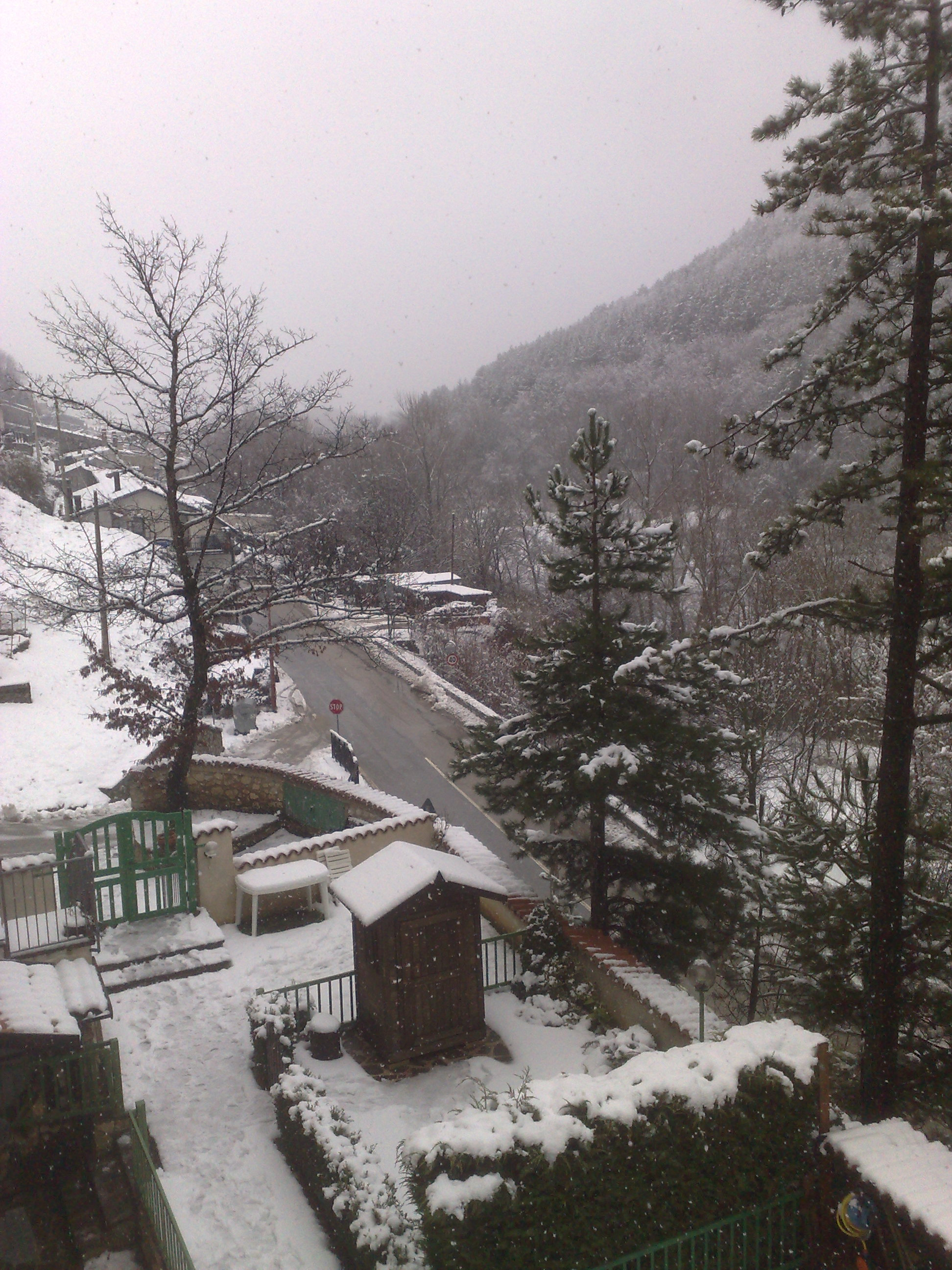
Villetta Barrea im Winter

Villetta Barrea ist eine Gemeinde (comune) in der Region Abruzzen, Provinz L’Aquila, in Italien mit (Stand 31. Dezember 2023) 608 Einwohner. Die Gemeinde liegt etwa 78 Kilometer südsüdöstlich von L’Aquila am Nationalpark Abruzzen, Latium und Molise und gehört zur Comunità Montana Alto Sangro Cinque Miglia.

## Verkehr
Durch die Gemeinde verläuft die frühere Strada Statale 83 Marsicana (heute eine Regionalstraße) von Cerchio nach Scontrone.